# Field Trip (aplicación)
Field Trip fue la primera aplicación móvil de Niantic. Esta aplicación, se basada en la localización y por lo tanto, utilizaba la ubicación del usuario y diferentes bases de datos con el objetivo de proporcionar información y recomendaciones sobre diferentes puntos de interés en su entorno. Esta app, se fue cerrada en 2019.

## Modo de uso
Field Trip actuaba como "guía de visita virtual"–utilizando la ubicación para recomendar al usuario puntos de interés cercanos. Al acercarse a estos lugares, en la pantalla aparecerían tarjetas que contenían información diversa en relación con el lugar. Estos datos podían variar desde curiosidades históricas hasta reseñas de restaurantes. Además, Field Trip permitía a sus usuarios personalizar los ajustes de la aplicación, fuera para ajustar la frecuencia de las notificaciones o para priorizar determinados tipos de localizaciones.
La aplicación, utilizaba GPS y la señal del móvil para determinar la ubicación del usuario. Por otro lado, para obtener información con respecto a los monumentos y puntos de interés, los desarrolladores del proyecto confiaron en socios externos tales como Atlas Obscura, Thrillist, Scoutmob y Dezeen además de estructuras internas de Google como Zagat. En agosto de 2013,  John Hanke, fundador de Niantic Labs, mencionó en una entrevista con CNN, que la aplicación reunía información de 130 bases de datos.

## Desarrollo
Tras crear Niantic Labs como una startup de Google, John Hanke declaró que su objetivo era motivar a los usuarios a explorar su entorno. Por esto, Field Trip se desarrolló pensando en un hardware de realidad aumentada como el de Google Glass
En agosto de 2014, Google anunció la integración de la funcionalidad de Field Trip a Google Now, aunque aun así la aplicación independiente seguiría estando disponible. Por otro lado, los puntos de interés recogidos dentro de la aplicación fueron utilizados en aplicaciones posteriores tales como Ingress o Pokemon Go.
Niantic anunció en julio del 2019 que Field Trip se cerraría más tarde en 2019.  Aun así, la compañía mencionó la posibilidad de una nueva versión de la aplicación en el futuro.

### Lanzamiento
La primera versión de la aplicación se estrenó exclusivamente para Estados Unidos el 27 de septiembre del 2012 para teléfonos Androide, con estreno para Reino Unido en diciembre del mismo año. Posterirmente, se estrenó una versión para iOS en marzo de 2013. Para mayo del mismo año, el lanzamiento se había ampliado para incluir 80 países con soporte para 30 lenguas. En agosto de 2013, se realizó una versión simplificada de la aplicación para Google Glass y finalmente, en 2015, se estrenaron versiones para Android Wear.